# Bernard Lavergne (ekonomista)
Bernard Lavergne (ur. 15 grudnia 1884 w Nîmes, zm. 8 października 1975 w Paryżu) – francuski ekonomista, profesor ekonomii politycznej na uniwersytetach w Lille, Algierze i Paryżu, teoretyk spółdzielczości. Współpracownik Charlesa Gide. Współzałożyciel czasopisma "La Revue des études coopératives".
Lavergne w swoich pracach rozwijał dorobek chrześcijańskiej myśli społecznej, tworząc kompleksową teorię kooperatyzmu, opartego na zasadzie solidaryzmu, samopomocy, poszanowania pozycji konsumenta-spożywcy, budowy lokalnych stowarzyszeń spółdzielczych.